# Elatostema humile
Elatostema humile är en nässelväxtart som beskrevs av Albert Charles Smith. Elatostema humile ingår i släktet Elatostema och familjen nässelväxter. Inga underarter finns listade i Catalogue of Life.